# Saint-Benjamin
Pour les articles homonymes, voir Saint Benjamin et Benjamin.
Saint-Benjamin est une municipalité dans la municipalité régionale de comté des Etchemins au Québec (Canada). Elle fait partie de la région de Chaudière-Appalaches et sa population est de 1 090 habitants lors du recensement du Canada 2021. 

## Toponymie
La municipalité est nommée en l'honneur de l'abbé Benjamin Demers (1848-1919), curé de Saint-François-de-Beauce de 1886 à 1892.

## Histoire
À l'origine, le territoire où se trouve Saint-Benjamin était connu sous le nom de Saint-François-de-la-Beauce. Les limites de ce territoire étaient à peu près semblables à celles de l'actuelle ville de Beauceville. C'est à partir de ces limites qu'est née, en 1855, la paroisse de Saint-François dont Saint-Benjamin s'est détachée en 1897.

### Chronologie
- 9 janvier 1897 : Fondation de la municipalité de Saint-Benjamin.

## Géographie
La rivière Famine délimite le sud-est de la municipalité et les rivières Cumberland et Gilbert ont leur crénon au nord-ouest. La rivière Flamand, qui coule du nord au sud, conflue avec la rivière Famine au sud-est.

## Démographie
Lors du Recensement de la population de 2021 mené par Statistique Canada, Saint-Benjamin comptait une population de 1 090 habitants vivant dans 461 de ses 493 logements privés, soit une variation de 10,4 % par rapport à sa population de 987 habitants en 2016. Avec une superficie de 111,53 km2 (43,06 mi²), elle avait une densité de population de 9,8/km2 (25,3/mi²) en 2021.
| 1901 | 1911 | 1921 | 1931  | 1941  |
| ---- | ---- | ---- | ----- | ----- |
| 403  | 712  | 981  | 1 006 | 1 243 |

| 1951  | 1956  | 1961  | 1966  | 1971  |
| ----- | ----- | ----- | ----- | ----- |
| 1 348 | 1 467 | 1 495 | 1 385 | 1 157 |

| 1976  | 1981  | 1986 | 1991 | 1996 |
| ----- | ----- | ---- | ---- | ---- |
| 1 072 | 1 027 | 957  | 926  | 917  |

| 2001 | 2006 | 2011 | 2016 | 2021  |
| ---- | ---- | ---- | ---- | ----- |
| 855  | 865  | 891  | 987  | 1 045 |

## Administration
Les élections municipales se font en bloc pour le maire et les six conseillers.
| Saint-Benjamin Maires depuis 2001                                                                                    |                  |                 |          |
| Élection | Maire            | Qualité         | Résultat |
| 2001 | Richard Turcotte |                 | Voir     |
| 2005 | Richard Turcotte | Voir            |          |
| 2009 | Martine Boulet   |                 | Voir     |
| 2013 | Martine Boulet   | Voir            |          |
| 2017 | Martine Boulet   | Voir            |          |
| 2021 | Martin Beaulieu  |                 | Voir     |
| mars 2023 | Laurier Poulin   | Maire suppléant | Voir     |
| juin 2023 | Céline Veilleux  |                 | Voir     |
| Élection partielle en italique Depuis 2005, les élections sont simultanées dans toutes les municipalités québécoises |                  |                 |          |

## Personnes liées
- Laurier Veilleux (1946-), auteur
- Daniel Lessard (1947-), journaliste